# Colònia (divisió administrativa)
Una colònia, en política, és un assentament humà organitzat per una potència estatal anomenada metròpoli en una regió llunyana, en la qual és inicialment estrangera i on s'assenta d'una manera duradora.
A l'antiguitat hom pot parlar de colònia fenícia, grega i romana. Al segle XIX una colònia era un territori subjecte a l'administració i govern d'un país remot, anomenat metròpolis. En una situació colonial, els nadius del territori colonitzat manquen d'autonomia —encara que poden estar políticament representats en cossos governamentals— i estan subjectes a la sobirania del govern metropolità. Els països europeus que van tenir més colònies al llarg de la història han estat Regne Unit (130), França (90), Portugal (52), Espanya (44), Països Baixos (29), Alemanya (20), Rússia (17), Dinamarca (9), Suècia (8), Itàlia (7), Noruega (6) i Bèlgica (3). A principis del segle XXI un concepte anàlog són els territoris no autònoms.

## Etimologia
El terme colònia té el seu origen en la colonia antiga romana, un tipus d'assentament romà. Derivat de colon-us (agricultor, conreador, plantador o colon), comporta el sentit de 'granja' i 'finca'. A l'època romana, aquest mot serveix per designar un indret conquerit per tal d'ésser habitat, i on no s'havia establert una colònia romana poblada de ciutadans lliures, romans i llatins.
Però la noció de colònia ja era coneguda des de l'antiga Grècia, sota diverses formes. El terme s'emprava per a referir-se a l'antiga apoikia grega (en : , lit. 'casa lluny de'), que ergrec antic: ἀποικία, casa lejos de casa assentaments en ultramar d'antigues ciutats-estat gregues. La ciutat que fundava un assentament d'aquest tipus es coneixia com a metròpolis ("ciutat-mare").

## Història

### Antiguitat

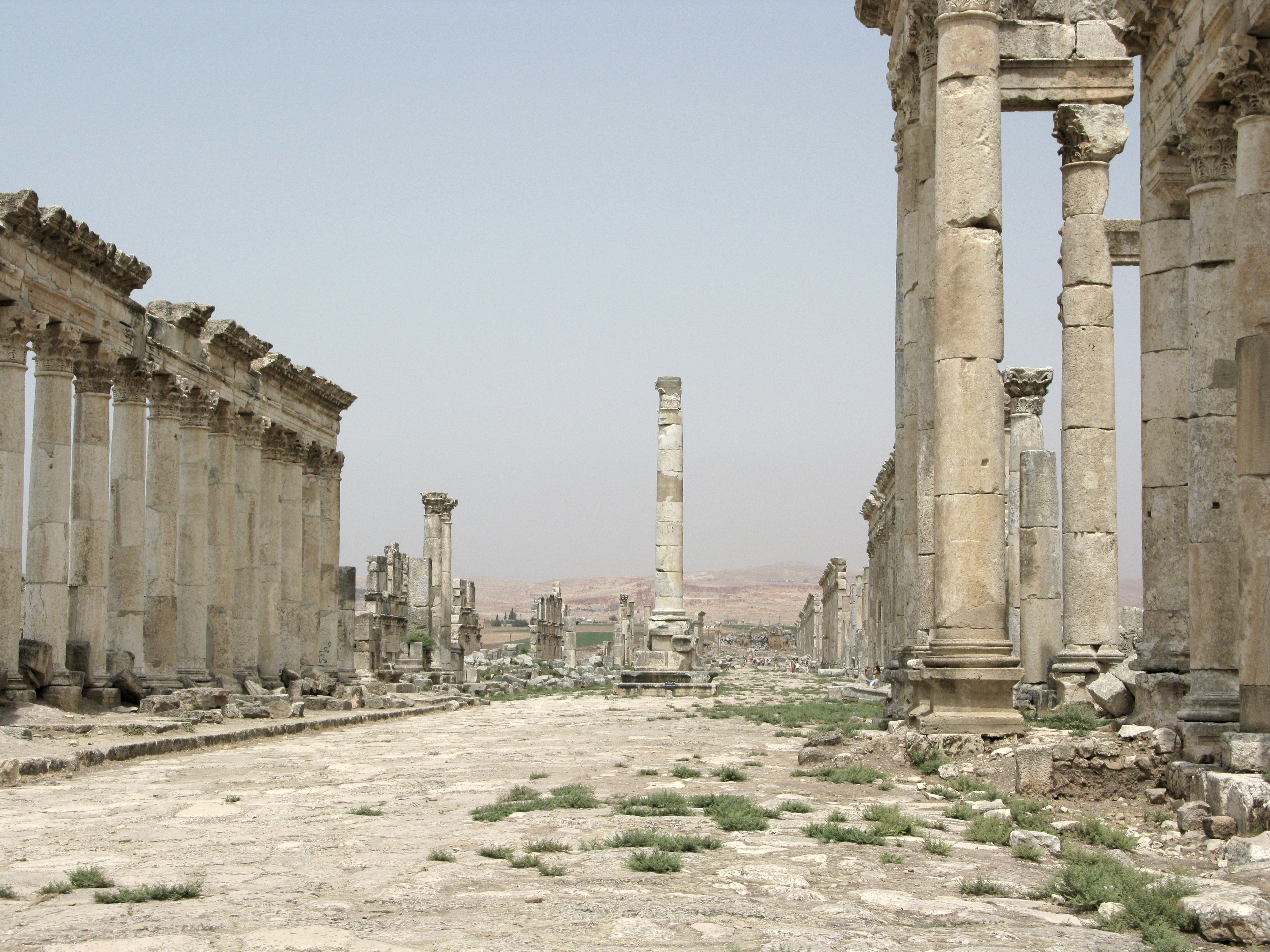
Runes gregues a Apamea (actual Síria)

Les colònies en el sentit de ciutat plantadora o ciutat filla ja existien en l'antiguitat. A part dels fenicis, van destacar sobretot els grecs. Les ciutats gregues de l'Egeu, en particular, van fundar diverses colònies (més correctament: Apoikies) a Àsia Menor, a la regió occidental del Mediterrani (per exemple Siracusa a Sicília, Cirene en el nord d'Àfrica, Nàpols a Itàlia, Marsella en el sud de la Gàl·lia) i en la zona de la mar Negra. Aquestes es van independitzar políticament de les ciutats mare, però van romandre parcialment connectades a les ciutats mare de la Grècia a través de les relacions comercials i els contactes religiosos; d'altra banda, es van produir guerres entre una apoikie ("assentament") i la seva metròpolis. La situació era diferent amb els clerucs, del segle V a Atenes, que, d'altra banda, no a participar en la veritable colonització grega.
Els habitants d'una colònia de l'Imperi Romà es caracteritzaven sobretot pel fet que havien de renunciar a la ciutadania romana o a la reivindicació d'aquesta; les coloniae es van fundar sobretot en el període inicial de l'expansió romana per a poder controlar de manera permanent les terres recentment conquistades. No obstant això, fins i tot en el context romà cal tenir en compte que, a diferència del concepte modern de colònia, no es tractava d'un territori sinó d'una ciutat.

No obstant això, el concepte modern de colònia només pot aplicar-se amb precaució a les condicions antigues. L'historiador antic Moses I. Finley va ser crític des del principi amb l'aplicació del concepte actual de colònia als estats antics i va afirmar en relació amb l'assentament grec de Sicília:

La paraula "colonització" utilitzada habitualment pels historiadors per a descriure aquest procés és en realitat enganyosa, ja que suggereix l'establiment de comunitats dependents a ultramar. L'emigració cap a l'oest des de Grècia va ser sens dubte un moviment organitzat, equipat, armat i planificat per diverses "ciutats mare", però des del principi l'efecte o la intenció d'aquest moviment no era colonitzar el país; més aviat, els homes de les ciutats mare havien de ser encoratjats, de fet a vegades obligats, a traslladar-se a noves comunitats diferents i independents.
Per a evitar problemes amb el concepte colonial modern, és comú parlar, per exemple, no d'una "colònia de Corint", sinó d'una "fundació de Corint", una "apoikia coríntia" o una "fundació per colons corintis" en descriure aquestes antigues colònies d'origen grec. Els romans, com s'ha esmentat, també coneixien aquest principi. En aquest cas hi anaven els soldats que havien deixat el servei militar els que rebien terres per a conrear en els territoris conquistats i fundaven colònies (en llatí colonus). El nom de la ciutat de Colònia, per exemple, deriva directament del llatí colònia.

### Segle XIX

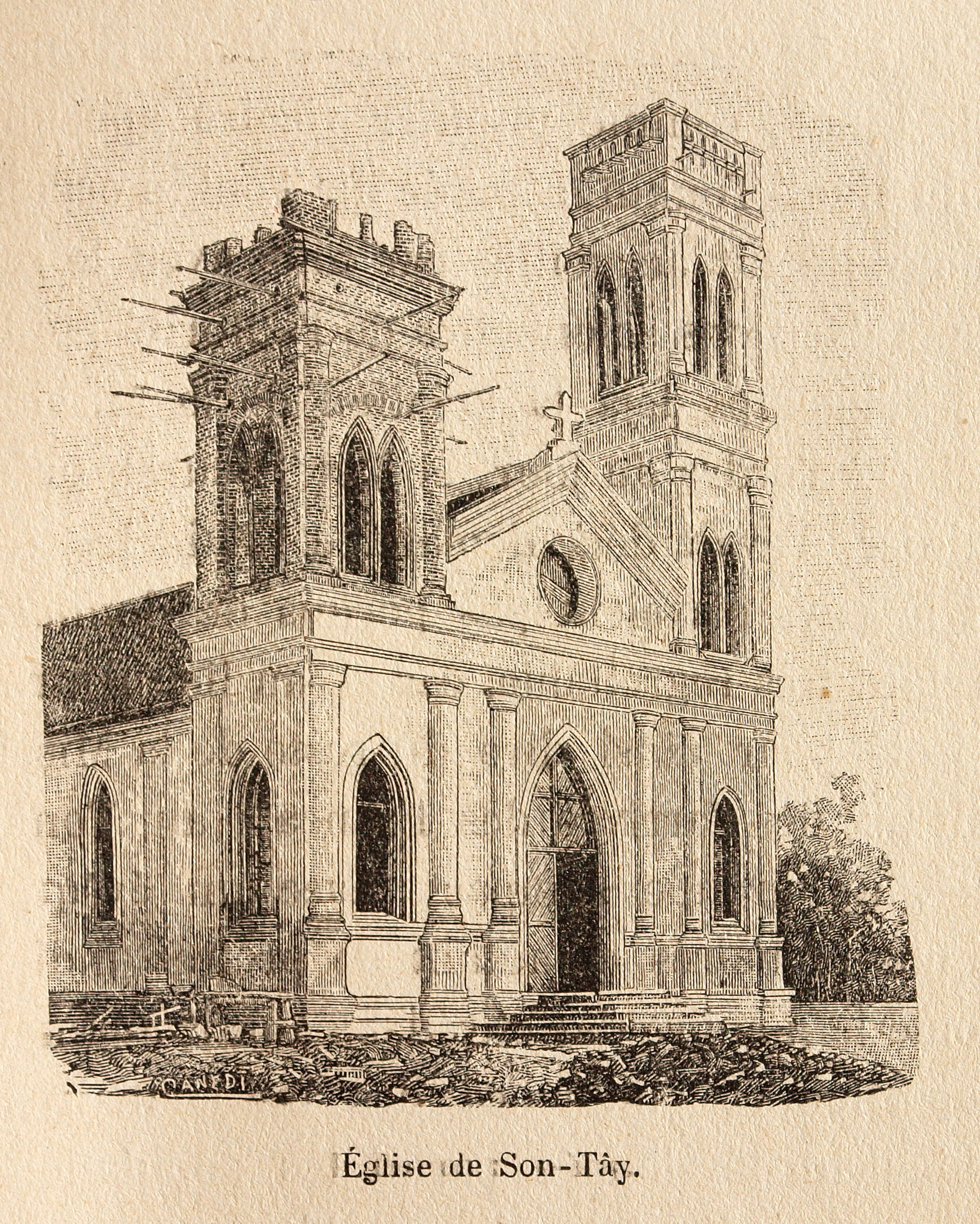
Església edificada pels francesos a Sơn Tây, Vietnam.

Des de principis de l'era moderna, historiadors, administradors i politòlegs han utilitzat el terme "colònia" per a referir-se principalment als diferents territoris d'ultramar dels estats europeus en particular entre els segles XV i XX CE, amb colonialisme i descolonització com a fenòmens corresponents.
La colònia és resultat d'un procés polític, econòmic, cultural i social anomenat colonització, que consisteix en l'explotació dels recursos de la zona, al mateix temps que el seu desenvolupament. La colònia s'integra, generalment, en un Imperi colonial, marcat pel colonialisme, una ideologia el precepte de la qual és la conquesta de noves regions i la salvaguarda d'aquelles sobre les que ja s'hi exerceix un domini complet. Quan aquesta darrera s'acompanya d'una migració important des de la metròpoli, es parla d'una colònia de poblament. Al segle xviii, l'economista escocès Adam Smith, fundador de l'economia moderna, reconeixia els «bons efectes naturals del comerç de les colònies» sobre l'economia d'Anglaterra.
Gran part d'Àfrica, Amèrica i diferents parts d'Àsia van ser colònies de les potències europees durant el segle xix, fins que les guerres d'independència i el procés de descolonització afavorit per les Nacions Unides immediatament després de la Segona Guerra Mundial van permetre als territoris guanyar la seva independència. Encara que posteriorment la denominació de possessions d'ultramar conté a un bon nombre d'entitats subjectes a un estatus jurídic similar.

### Segle XX
A partir del segle xx, el terme colònia es pot referir a una possessió d'ultramar.
- En una colònia, la població local, almenys la part d'ella que no prové de la metròpoli, no gaudeix de plens drets de ciutadania.[3] Els processos polítics són generalment restringits, especialment s'exclou les qüestions relatives a la independència. En aquest cas, hi ha colons del país dominant i sovint les propietats en mans dels pobles indígenes del lloc són escasses. Els sistemes legal, religiós, etc. són imposats i en alguns casos la població local ha estat esclavitzada o encara sotmesa a genocidi.
- En el cas d'una possessió d'ultramar, els ciutadans són formalment iguals respecte als de la metròpoli, els està permès formar moviments pro independència, però per a obtenir-la han d'aconseguir una majoria, per exemple en un referèndum. No obstant això, en alguns casos els colons de la metròpoli poden superar en número als indígenes de la possessió d'ultramar i, per tant, és possible que el territori no aconsegueixi independitzar-se en contra dels desitjos dels seus habitants indígenes.

## Formes d'expansió

Expansió i divisió territorial de l'Amèrica del Nord (1850-act.)

Per a poder classificar correctament el terme, és necessari notar les diferents formes d'expansió que són adjacents al concepte de colònia i de les quals cal distingir-lo:
- Emigració total o èxode. Els pobles abandonen la seva pàtria i ocupen una altra zona sense que quedi cap centre de control en l'anterior pàtria. Això va passar al període de les grans migracions durant la Gran Marxa del segle XIX, quan els bòers de la Ciutat del Cap es van traslladar a Orange Free State i al Transvaal. Els bòers no van tenir cap influència en el control sobre els emigrants.[8]
- Emigració individual o, simplement, emigració. Acostuma a passar per raons econòmiques o ideològiques. En aquest cas les societats que resten enrere romanen intactes. Els emigrants no creen noves colònies amb relació de dependència, sinó que s'integren en societats receptores. Formen ciutats en la nova societat, com els barris xinesos de las ciutats americanes, o alguns barris de grans ciutats alemanyes com Berlín o Colònia.[8] La voluntarietat no és una característica necessària.
- La colonització fronterera. És l'obertura de la terra per l'ús humà, el desplaçament de la frontera cultural. Generalment no està associat a la formació d'unitats polítiques independents. Un exemple és l'expansió de les zones agrícoles pels pobles de pastors de l'Àsia interior que van fer els xinesos Han al segle XIX i principis del segle xx.
- La "colonització a través d'una colònia d'ultramar". Per ultramar s'entén només la separació de la pàtria per una distància més llarga a través del mar. En aquest sentit hi ha les ciutats de plantació dels grecs i fenicis sense esforç militar o els inicis de la colonització anglesa a l'Amèrica del nord.[12] Es van esforçar per ser autosuficients en una terra que es considerava que no tenia amo. No es va sotmetre la població indígena, sinó que se la va fer retrocedir per la força.[8]
- Les guerres de conquesta per a la construcció d'imperis és la forma romana d'expansió. Una nació sotmet a una altra. El centre del poder continua sent la capital de la pàtria. Tanmateix, això no condueix necessàriament a un imperi unificat permanent. L'expansió àrab-musulmana en el segle viii  va donar lloc ràpidament a centres de poder independents. El mateix va passar amb l'imperi de Genghis Khan. L'Imperi Britànic es va desenvolupar en tres entitats políticament diferents, els Dominis blancs, les colònies (Dependències) i l'Índia Imperial. En general, l'organització social i domèstica existent es va mantenir i es va adaptar a les necessitats. L'objectiu principal era l'explotació econòmica mitjançant el cobrament de tributs. Per això, es va introduir una nova legislació fiscal al més aviat possible. Rares vegades la conquesta va seguir a l'activitat d'assentament (per exemple, en parts de l'Imperi Romà, a Irlanda o a Algèria). L'Índia, en canvi, és l'exemple clàssic de domini colonial modern sense colonització.
- La xarxa de bases és una forma especial d'expansió marítima en la qual es formen centres comercials protegits militarment. Per regla general, no comporten cap colonització de l'interior ni cap presa de terres militar a gran escala (l'expansió del poder anglès des de Bombai, Madrás i Calcuta és una excepció). L'objectiu és assegurar l'hegemonia comercial. Exemples d'això són les bases comercials de la República de Gènova en l'Edat mitjana, els llocs comercials de Portugal en Goa, Macau, Malacca i Moçambic i els llocs holandesos en Batàvia, Ceilan, Nagasaki. En el segle xviii , la importància de les bases comercials va passar a tenir funcions geopolítiques i militars. Les bases angleses d'ultramar es van convertir en bases navals (després de 1839 Aden, després de 1801 Alexandria amb Suez, des de 1766 Bermudes, des de 1730 Gibraltar, després de 1814 Ciutat del Cap, des de 1814 Malta). A més, estaven les "colònies portuàries" (Grünfeld) Singapur i Hong Kong.

## Territoris no autònoms

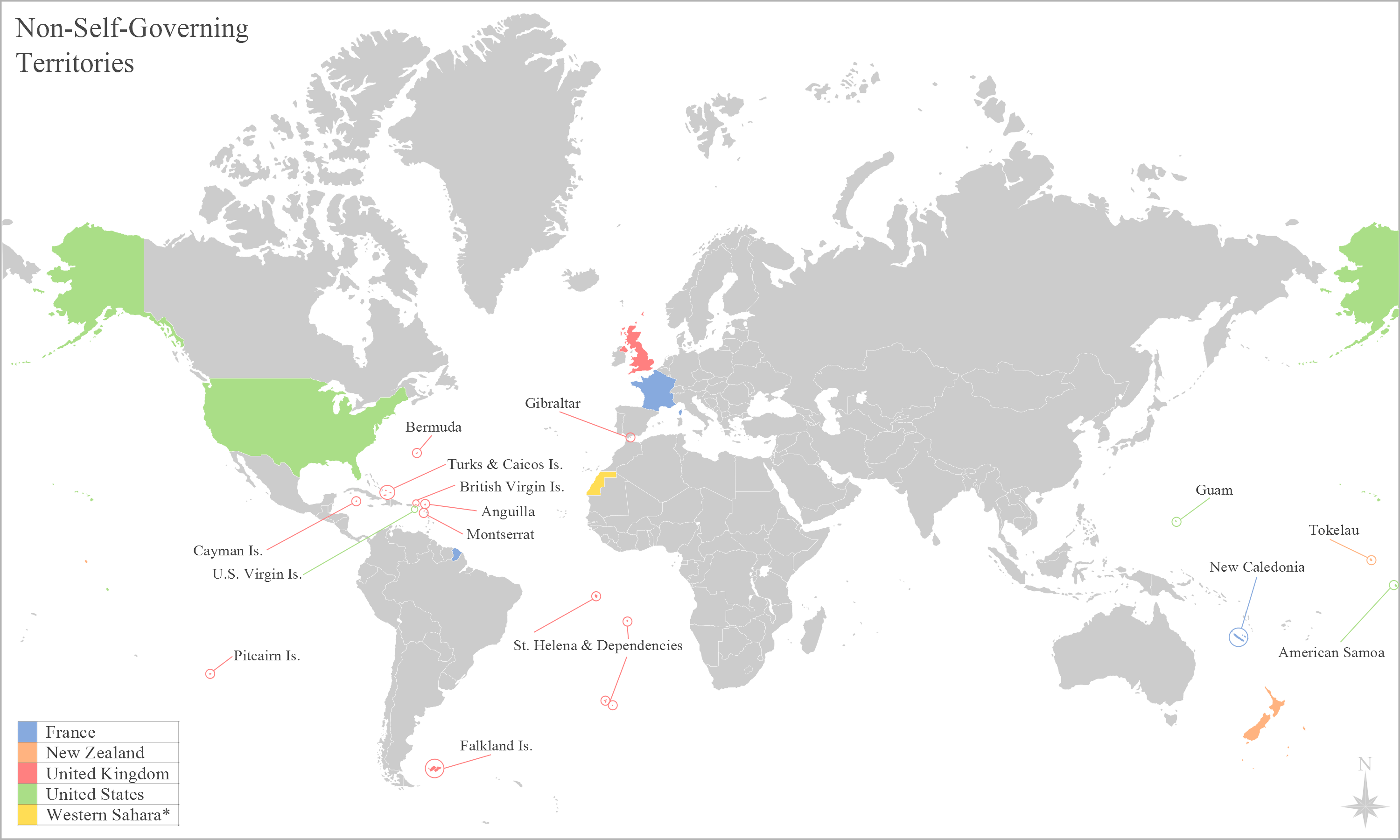
Territoris no autònoms de les Nacions Unides

En 2017 el Comitè de Descolonització de les Nacions Unides considera que hi ha disset territoris no autònoms (nom modern per a referir-se a les colònies) a ser descolonitzats: Anguilla, Bermudes, Gibraltar, Guam, Illes Caiman, Illes Malvines, Illes Turks i Caicos, Illes Verges Britàniques, Illes Verges dels Estats Units, Montserrat, Nova Caledònia, Polinèsia Francesa, illes Pitcairn, Sàhara Occidental, Samoa Americana, Santa Hel·lena i Tokelau.
Les potències que encara controlen territoris no autònoms són:
- Regne Unit (10): Anguilla, Bermudes, Gibraltar, Illes Caiman, Illes Malvines, Illes Turks i Caicos, Illes Verges Britàniques, Montserrat, Illes Pitcairn, Santa Elena

- Estats Units (3): Guam, Illes Verges dels Estats Units i Samoa Americana.
- França (2): Nova Caledònia i Polinèsia Francesa
- Territoris transferits:
  - Espanya al Marroc i Mauritània (1): el 1976 Espanya va transferir l'administració del Sàhara Occidental al Marroc i Mauritània, però les Nacions Unides no han reconegut aquest acte.[14]
  - Regne Unit a Nova Zelanda (1): En 1948 el Regne Unit va transferir la sobirania de Tokelau a Nova Zelanda, acte no reconegut per les Nacions Unides.